# Heterospilus zeteki
Heterospilus zeteki är en stekelart som beskrevs av Sievert Allen Rohwer 1925. Heterospilus zeteki ingår i släktet Heterospilus och familjen bracksteklar. Inga underarter finns listade i Catalogue of Life.